# SQ-Tracker
SQ-Tracker je hudební editor pro počítače Sinclair ZX Spectrum a kompatibilní (například Didaktik), ve kterém je možné skládat hudbu pro hudební čip AY-3-8912. Jedná se o program českého původu, autorem je Jiří Koudelka (pod přezdívkou George K.). Vydavatelem programu byla společnost Proxima - Software v. o. s., program byl vydaný v roce 1993.
Skládání hudby se provádí trackerovým způsobem, nikoliv zápisem not. Skladba je rozdělena na pozice, ke které jsou přiřazeny patterny, které na dané pozici mají být přehrávány.
Program navazuje na podobný program Soundtracker polského původu, má ale rozšířené možnosti, např. umožňuje mít patterny různých délek, patterny je možné psát pro každý kanál nezávisle (pouze do jedné pozice je možné umístit pouze patterny stejné délky), pokud hudba dohraje do konce, nemusí být opakována od začátku, ale i od jiné pozice, každá pozice může být přehrávána jinou rychlostí. Stejný pattern může být přehráván současně ve dvou i ve třech kanálech.
Součástí programu jsou SQ-Compiler, který umožňuje napsanou hudbu zkompilovat a používat ve vlastních programech a SQ-Linker, pomocí kterého je možné spojit více zkompilovaných skladeb do jednoho souboru. Na ZX Spectru 128K jsou SQ-Compiler a SQ-Linker použitelné jako funkce hudebního editoru, na ZX Spectru 48K je nutné je použít jako samostatné programy. Pomocí linkeru je možné do jednoho souboru spojit až 28 skladeb.
V nabídce společnosti Proxima - Software, v. o. s. byl i nezávislý komplet SQ-Demo, který obsahoval demoverzi hudebního editoru SQ-Tracker, několik hudeb, hudebních samplů a zvukových ornamentů. Dále byl obsažen konvertor skladeb ze Soundtrackeru do SQ-Trackeru a dvě hudebně grafická dema: SQ-Demo a Duckmania.
Program umožňuje hudbu ukládat nejen na kazetu, ale i na diskový systém. Protože diskové operace jsou vykonávané prostřednictvím Basicu, je možné diskové příkazy přizpůsobit pro libovolný diskový systém.
Program je pojmenován po dvou českých hudebnících činných na ZX Spectru, kteří jej společně navrhli, známých pod jmény Scalex a Qjeta.